# Asaccus
Genre
Asaccus est un genre de geckos de la famille des Phyllodactylidae.

## Répartition
Les espèces de ce genre se rencontrent au Moyen-Orient.

## Liste des espèces
Selon The Reptile Database (03 mars 2017) :
- Asaccus andersoni Torki, Fathinia, Rostami, Gharzi & Nazari-Serenjeh, 2011
- Asaccus barani Torki, Ahmadzadeh, Ilgaz, Avci & Kumlutas, 2011
- Asaccus caudivolvulus Arnold & Gardner, 1994
- Asaccus elisae (Werner, 1895)
- Asaccus gallagheri (Arnold, 1972)
- Asaccus gardneri Carranza, Simó-Riubaldas, Jayasinghe, Wilms & Els, 2016
- Asaccus granularis Torki, 2010
- Asaccus griseonotus Dixon & Anderson, 1973
- Asaccus iranicus Torki, Ahmadzadeh, Ilgaz, Avci & Kumlutas, 2011
- Asaccus kermanshahensis Rastegar-Pouyani, 1996
- Asaccus kurdistanensis Rastegar-Pouyani, Nilson & Faizi, 2006
- Asaccus margaritae Carranza, Simó-Riubaldas, Jayasinghe, Wilms & Els, 2016
- Asaccus montanus Gardner, 1994
- Asaccus nasrullahi Werner, 2006
- Asaccus platyrhynchus Arnold & Gardner, 1994
- Asaccus saffinae Afrasiab & Mohamad, 2009
- Asaccus tangestanensis Torki, Ahmadzadeh, Ilgaz, Avci & Kumlutas, 2011
- Asaccus zagrosicus Torki, Ahmadzadeh, Ilgaz, Avci & Kumlutas, 2011

## Publication originale
- Dixon & Anderson, 1973 : A new genus and species of gecko (Sauria: Gekkonidae) from Iran and Iraq. Bulletin of the Southern California Academy of Sciences, vol. 72, p. 155-160 (texte intégral).